# Edward Kowalik
Edward Kowalik vel Edward Ślusarski vel Edward Ciupiński vel Zbigniew Gembarski vel Edward Sarama, ps.: Ciupuś, Drobnostka, Edward”(ur. 3 stycznia 1916 w Warszawie, zm. 26 października 1987 tamże) – podoficer Wojska Polskiego II RP, starszy sierżant lotnictwa, radiomechanik zawodowy, podporucznik Armii Krajowej, cichociemny, uczestnik powstania warszawskiego, porucznik ludowego Wojska Polskiego, kierownik wydziału łączności PLL LOT.

## Życiorys
Edward Kowalik uzyskał dyplom elektromechanika po ukończeniu trzyletniej Szkoły Rzemieślniczej Przemysłowej w 1932 roku. Do 1935 roku uczył się w Szkole Podoficerów Lotnictwa dla Małoletnich. W latach 1935–1939 służył w 6 pułku lotniczym.
We wrześniu 1939 roku służył w drużynie łączności III dywizjonu myśliwskiego 6 pułku lotniczego walczącego w strukturach Armii „Łódź”. Przekroczył granicę polsko-rumuńską 19 września 1939 roku. Był internowany w Rumunii. W styczniu 1940 roku znalazł się we Francji, gdzie został skierowany do Polskich Sił Powietrznych w Lyonie. W czerwcu 1940 roku dostał się do Wielkiej Brytanii, gdzie został przydzielony do dywizjonu 309.
Po przeszkoleniu w zakresie lotnictwa w konspiracji, łączności radiowej dla lotnictwa, radiotelegrafii i dywersji został zaprzysiężony 4 marca 1943 roku w Oddziale VI Sztabu Naczelnego Wodza i przeniesiony do Głównej Bazy Przerzutowej w Brindisi we Włoszech. Zrzutu dokonano w nocy z 9 na 10 kwietnia 1944 roku w ramach operacji „Weller 1” dowodzonej przez kpt. nawigatora Stanisława Daniela. Dostał przydział do referatu łączności lotniczej Wydziału Lotnictwa Oddziału III Operacyjnego sztabu Komendy Głównej AK na stanowisko dyspozycyjnego radiomechanika.
W czasie powstania warszawskiego pracował przy obsłudze radiostacji Wydziału Lotnictwa zlokalizowanej przy ul. Wilczej 14, następnie Wilczej 9. Zajmował się również usuwaniem awarii innych radiostacji, m.in. „03” i „Błyskawicy” (dostał za to Srebrny Krzyż Zasługi z Mieczami 22 września 1944 roku).
Po upadku powstania wyszedł z Warszawy z ludnością cywilną. Szybko powrócił do pracy przy uruchamianiu ośrodka radiowego Komendy Głównej AK w Milanówku. Następnie pracował w referacie łączności lotniczej Wydziału Lotnictwa na stanowisku radiomechanika i radiooperatora kolejno w Milanówku, Regnach, Rudnikach i Częstochowie. Pozostawał w konspiracji do 19 stycznia 1945 roku.
Został aresztowany przez UB w maju 1945 roku, więziony w więzieniach w Łodzi i na Łubiance (Moskwa) i zwolniony na podstawie amnestii w październiku 1945 roku. Pracował w PLL LOT (1945–1947 i od 1947 roku do przejścia na emeryturę w 1981 roku).
W maju 1948 roku zdał maturę w V Miejskim Liceum dla Dorosłych w Warszawie, a w 1956 roku został inżynierem łączności po ukończeniu Wydziału Elektrycznego Politechniki Gdańskiej.
W latach 1947–1948 należał do PPS, od 1962 roku był członkiem PZPR.
Został pochowany na cmentarzu Bródnowskim (kwatera 75G-4-11).

## Awanse
- kapral – 1935
- plutonowy – ze starszeństwem z dniem 1 marca 1943 roku
- podporucznik – z dniem 1 stycznia 1945 roku (albo ze starszeństwem z dniem 3 maja 1944 roku[2])
- podporucznik – zweryfikowany przez Dowództwo LWP jako podporucznik rezerwy w służbie łączności lotniczej
- porucznik – ze starszeństwem od 1 października 1983 roku.

## Odznaczenia
- Krzyż Srebrny Orderu Wojennego Virtuti Militari nr 12746 (Londyn)[3]
- Krzyż Kawalerski Orderu Odrodzenia Polski
- Krzyż Walecznych
- Złoty Krzyż Zasługi z Mieczami
- Srebrny Krzyż Zasługi z Mieczami
- Srebrny Krzyż Zasługi.

## Życie rodzinne
Edward Kowalik był synem Wacława i Teofili z domu Niedzielskiej. W 1944 roku ożenił się z Jadwigą Gembarską. Mieli dwoje dzieci: Elżbietę (ur. w 1945 roku) zamężną Kobusz i Ryszarda (ur. w 1947 roku).